# Cydistomyia
Cydistomyia är ett släkte av tvåvingar. Cydistomyia ingår i familjen bromsar.

## Dottertaxa tillCydistomyia, i alfabetisk ordning[1]
- Cydistomyia abava
- Cydistomyia aberrans
- Cydistomyia absol
- Cydistomyia albidosegmentata
- Cydistomyia albithorax
- Cydistomyia alternata
- Cydistomyia amblychroma
- Cydistomyia angusta
- Cydistomyia assamensis
- Cydistomyia atmophora
- Cydistomyia atra
- Cydistomyia atrata
- Cydistomyia atrostriatus
- Cydistomyia avida
- Cydistomyia bancroftae
- Cydistomyia barretti
- Cydistomyia bezzii
- Cydistomyia bisecta
- Cydistomyia brachypalpus
- Cydistomyia brevior
- Cydistomyia brunnea
- Cydistomyia bugnicourti
- Cydistomyia caledonica
- Cydistomyia casuarinae
- Cydistomyia celebensis
- Cydistomyia ceylonicus
- Cydistomyia chaineyi
- Cydistomyia choiseulensis
- Cydistomyia cohici
- Cydistomyia colasbelcouri
- Cydistomyia cooksoni
- Cydistomyia crepuscularis
- Cydistomyia curvabilis
- Cydistomyia cyanea
- Cydistomyia danielsorum
- Cydistomyia danutae
- Cydistomyia delicata
- Cydistomyia diasi
- Cydistomyia doddi
- Cydistomyia duplonotata
- Cydistomyia emergens
- Cydistomyia erythrocephala
- Cydistomyia exemplum
- Cydistomyia fenestra
- Cydistomyia fergusoni
- Cydistomyia fijiensis
- Cydistomyia frontalis
- Cydistomyia furcata
- Cydistomyia grayi
- Cydistomyia griseicolor
- Cydistomyia griseiventer
- Cydistomyia hardyi
- Cydistomyia heydoni
- Cydistomyia hollandiensis
- Cydistomyia hyperythrea
- Cydistomyia ignota
- Cydistomyia imbecilla
- Cydistomyia imitans
- Cydistomyia immatura
- Cydistomyia immigrans
- Cydistomyia improcerus
- Cydistomyia indiana
- Cydistomyia infirmus
- Cydistomyia ingridina
- Cydistomyia innubilus
- Cydistomyia inopinata
- Cydistomyia insurgens
- Cydistomyia jactum
- Cydistomyia kamialiensis
- Cydistomyia koroyanituensis
- Cydistomyia kraussi
- Cydistomyia laeta
- Cydistomyia lamellata
- Cydistomyia laticallosa
- Cydistomyia latisegmentata
- Cydistomyia latistriata
- Cydistomyia lifuensis
- Cydistomyia limbatella
- Cydistomyia longicornis
- Cydistomyia longipennis
- Cydistomyia longirostris
- Cydistomyia longistyla
- Cydistomyia lorentzi
- Cydistomyia macmilani
- Cydistomyia magnetica
- Cydistomyia major
- Cydistomyia matilei
- Cydistomyia medialis
- Cydistomyia metallica
- Cydistomyia minor
- Cydistomyia minuta
- Cydistomyia misol
- Cydistomyia monteithi
- Cydistomyia mouchai
- Cydistomyia musgravii
- Cydistomyia nana
- Cydistomyia nannoides
- Cydistomyia nigrina
- Cydistomyia nigropictus
- Cydistomyia nokensis
- Cydistomyia norae
- Cydistomyia obscurus
- Cydistomyia oldroydi
- Cydistomyia pacifica
- Cydistomyia palmensis
- Cydistomyia papouina
- Cydistomyia parapacifica
- Cydistomyia parasol
- Cydistomyia perdita
- Cydistomyia philipi
- Cydistomyia pilipennis
- Cydistomyia pilosus
- Cydistomyia pinensis
- Cydistomyia platybasiannulatus
- Cydistomyia polyzona
- Cydistomyia pondo
- Cydistomyia primitiva
- Cydistomyia pruina
- Cydistomyia pseudimmatura
- Cydistomyia pseudoardens
- Cydistomyia pseudobrevior
- Cydistomyia quadrimaculata
- Cydistomyia quasimmatura
- Cydistomyia risbeci
- Cydistomyia rivularis
- Cydistomyia rosselensis
- Cydistomyia roubaudi
- Cydistomyia sabulosus
- Cydistomyia secunda
- Cydistomyia shaka
- Cydistomyia silviformis
- Cydistomyia similis
- Cydistomyia sol
- Cydistomyia solomensis
- Cydistomyia sulcipalpus
- Cydistomyia sylvioides
- Cydistomyia tasmaniensis
- Cydistomyia teloides
- Cydistomyia tibialis
- Cydistomyia tiwackai
- Cydistomyia torresi
- Cydistomyia toumanoffi
- Cydistomyia triangularis
- Cydistomyia wentworthi
- Cydistomyia victoriensis
- Cydistomyia zimbiti